# یواس‌اس ال‌اس‌تی-۵۵۷
یواس‌اس ال‌اس‌تی-۵۵۷ (به انگلیسی: USS LST-557) یک کشتی بود که طول آن ۳۲۸ فوت (۱۰۰ متر) بود. این کشتی در سال ۱۹۴۴ ساخته شد.